# Riatia splendens
Riatia splendens är en kackerlacksart som beskrevs av Rocha e Silva och Aguiar 1976. Riatia splendens ingår i släktet Riatia och familjen småkackerlackor. Inga underarter finns listade i Catalogue of Life.